# اجماني (دار كماخ)
اجماني هو دُوَّار يقع بجماعة أسيف المال، إقليم شيشاوة، جهة مراكش آسفي في المملكة المغربية. ينتمي الدوّار لمشيخة دار كماخ التي تضم 8 دواوير. يقدر عدد سكانه بـ 184 نسمة حسب الإحصاء الرسمي للسكان والسكنى لسنة 2004.

## روابط خارجية
- البوابة الوطنية للجماعات الترابية
- المندوبية السامية للتخطيط